# Live from Paris
Live from Paris — концертный альбом ирландской рок-группы U2, был записан во время выступления коллектива на Ипподроме де Венсен в Париже, 4 июля 1987 года. Первоначально концерт был выпущен в видеоформате, и появился на бонусном DVD в бокс-сете юбилейного переиздания альбома The Joshua Tree, который был издан 20 ноября 2007 года. 21 июля 2008 года, концерт также был выпущен в цифровом формате и распространялся через онлайн-магазине ITunes. Как и видеоверсия, цифровой альбом содержит 18 песен, исполненных на концерте в Париже в ходе турне в поддержку The Joshua Tree.

## Список композиций
1. «I Will Follow» — 3:58
2. «Trip Through Your Wires» — 3:33
3. «I Still Haven't Found What I'm Looking For» \ «Exodus» (отрывок из песни) — 5:26
4. «MLK» — 1:27
5. «The Unforgettable Fire» — 4:40
6. «Sunday Bloody Sunday» — 5:33
7. «Exit» — 4:12
8. «In God's Country» — 2:52
9. «The Electric Co.» \ «Break On Through (To the Other Side)» (отрывок из песни) — 4:32
10. «Bad» — 7:04
11. «October» — 2:04
12. «New Year’s Day» — 4:44
13. «Pride (In the Name of Love)» — 4:55
14. «Bullet the Blue Sky» — 4:53
15. «Running to Stand Still» — 4:07
16. «With or Without You» \ «Love Will Tear Us Apart» (отрывок из песни) — 9:59
17. «Trash, Trampoline and the Party Girl» — 4:11
18. «40» — 6:46

Полный сет-лист парижского концерта включал ещё три кавер-версии, однако они не вошли ни в Юбилейное переиздание The Joshua Tree ни в цифровое издание на ITunes. Недостающими песнями были — «Stand by Me», «C’mon Everybody» (обе исполнялись перед «I Will Follow») и «Help!» (исполнялась между «The Electric Co.» и «Bad»).

## Хит-парады
| Хит-парад        | Год  | Высшая позиция |
| ---------------- | ---- | -------------- |
| US Billboard 200 | 2008 | 54             |